# William Danby
Pour les articles homonymes, voir Danby.
William Danby (1752 – 4 décembre 1833) est un écrivain anglais qui reconstruit sa maison familiale de Swinton Park (en) North Yorkshire, dans un style néogothique et qui recréé Stonehenge à très grande échelle dans son parc. Sa maison est maintenant un hôtel et son Stonehenge un lieu de pique-nique.

## Histoire

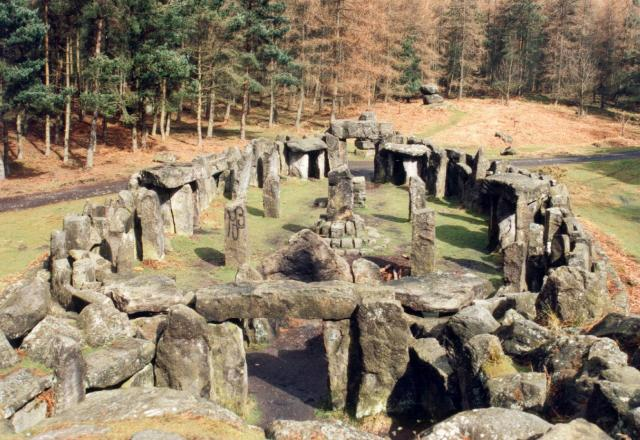
Temple druide de Danby.

Danby est le fils unique du Révérend William Danby DD de Swinton Park et de Mary, fille de Gilbert Affleck de Dalham, Suffolk. De 1763 à 1770 il a un professeur particulier au Eton College. Le 24 octobre 1770 il est reçu comme fellow-commoner au Christ's College de Cambridge. En 1784 il travaille pour l'High Sheriff du Yorkshire.
Il s'est marié deux fois : une première en 1775 avec Caroline (d. 1821), fille d'Henry Seymour, et une seconde le 5 janvier 1822 avec Anne Holwell, seconde fille de William Gater.
Danby a presque entièrement reconstruit sa country house à Swinton, avec des plans de John Carr (en) et quelques intérieurs conçus par James Wyatt. La maison comprend une bibliothèque et un musée de minéraux richement fourni. Relatant un voyage qu'il fit en 1829 le poète Robert Southey remarque que « la personne la plus intéressante que j'ai rencontrée durant cette expédition était Mr. Danby de Swinton Park, un homme très riche, et maintenant très vieux. »
Danby est un érudit accompli et écrit quelques ouvrages de philosophie personnelle dont : Thoughts, Chiefly on Serious Subjects (1821), Ideas and Realities, or, Thoughts on Various Subjects (1827), Extracts from and observations on Cicero's dialogues De senectute and De amicitia, and a translation of his Somnium Scipionis, with notes (1829) et Thoughts on Various Subjects (1831).
Danby meurt à Swinton Park le 4 décembre 1833 sans descendance.